# Карпук, Дмитрий Андреевич
Дми́трий Андре́евич Карпу́к (29 ноября 1982, Барановичи) — российский церковный историк и преподаватель белорусского происхождения. Кандидат богословия (2008). Доцент (2020).

## Биография
Родился 29 ноября 1982 года в городе Барановичи Брестской области БССР в семье рабочих. В 2000 году окончил Жемчужненскую среднюю школу с золотой медалью.
В 2005 году окончил Санкт-Петербургскую духовную семинарию, защитив дипломную работу на тему: «Церковно-историческое наследие профессора Санкт-Петербургской Духовной Академии Соколова Ивана Ивановича (1865—1939)» (научный руководитель Н. Г. Тельпис). В 2008 году окончил Санкт-Петербургскую православную духовную академию (кафедра богословия); в июне защитил диссертацию на степень кандидата богословия на тему: «История Санкт-Петербургской Духовной Академии (1889—1918)» (научный руководитель заслуженный профессор протоиерей Иоанн Белёвцев).
В 2008 году начал читать курс «История Русской православной церкви». С 2008 по 2009 годы и с 2010 по 2012 годы — читал курс «Общецерковная история» на бакалавриате, регентском и иконописном отделениях Санкт-Петербургской духовной академии. С 2011 года читает курсы «Введение в Священное Писание Ветхого Завета», «Введение в Священное Писание Нового Завета» в Санкт-Петербургской духовной академии на бакалавриате, регентском и иконописном отделениях.
С августа 2008 года по август 2021 года — дежурный помощник проректора по воспитательной работе Санкт-Петербургской духовной академии. С 2009 года — заведующий архивом Санкт-Петербургской духовной академии.
С 2009 по 2016 годы — член редакционной коллегии журнала «Христианское чтение».
С 2010 года по октябрь 2011 года — доцент Санкт-Петербургского государственного университета сервиса и экономики (Институт туризма и международных экономических отношений, кафедра этноконфессионального страноведения). Читал курсы лекций и вел практические занятия по предметам «Культурология», «Религиоведение», «Религиозный туризм».
С 14 по 28 октября 2012 года прошёл краткосрочную учебную стажировку в Ереванском государственном университете, где прослушал ряд арменоведческих курсов на историческом и богословском факультетах.
В 2015 года с отличием окончил Институт истории Санкт-Петербургского государственного университета.
1 сентября 2015 года — назначен на должность заведующего аспирантурой Санкт-Петербургской православной духовной академии.
15 мая 2017 года стал главным редактором созданного тогда же академического журнала «Вестник Исторического общества Санкт-Петербургской Духовной Академии».
23 июля 2020 года патриархом Московским и всея Руси Кириллом утверждено постановление Номинационной комиссии Учебного комитета Русской Православной Церкви от 26 февраля 2020 года о присвоении учёного звания доцента.
С 23 марта 2021 года по 31 марта 2021 года обучался по дополнительной профессиональной образовательной программе повышения квалификации «История Русской Православной Церкви» на факультете дополнительного образования ПСТГУ в объёме 72 часов.
31 августа 2021 года на первом заседании Учёного совета Псково-Печерской духовной семинарии утверждён в должности заведующего кафедрой церковно-исторических и общегуманитарных дисциплин.

## Награды
- Почётный знак святой Татианы (25 января 2008) — «за активную просветительскую и социальную деятельность»
- медалью «За веру и добро» (14 сентября 2009, Кемеровская область)
- Патриаршая грамота (9 октября 2009)
- Юбилейная медаль «В память 200-летия победы в Отечественной войне 1812 года» (9 октября 2012, Русской православная церковь)
- митрополичья грамота (10 декабря 2012) — «за усердные труды на благо Церкви и в связи с 30-летием со дня рождения»
- медаль «200 лет со дня рождения Митрополита Макария (Булгакова)» (1 октября 2016)
- Памятная грамота (9 октября 2016) — «в ознаменование празднования 70-летия возрождения Санкт-Петербургской Духовной Академии»
- юбилейная медаль «В память 1000-летия преставления равноапостольного великого князя Владимира» (9 октября 2015, Русской православная церковь)
- медаль святого апостола и евангелиста Иоанна Богослова III степени (29 ноября 2017, Санкт-Петербургской духовной академия) — «во внимание к усердным трудам и в связи с 35-летием со Дня рождения»
- медаль священномученика Владимира, Митрополита Киевского и Галицкого III степени (12 февраля 2018, Мичуринская епархия).
- грамотой ректора Санкт-Петербургской духовной академии архиепископа Петергофского Амвросия (27 июня 2018) — «во внимание к трудам на благо Санкт-Петербургской Духовной Академии».
- медаль святого апостола и евангелиста Иоанна Богослова II степени (28 июня 2018, Санкт-Петербургской духовная академия) — «во внимание к трудам на благо Санкт-Петербургской Духовной Академии»
- благодарственная грамота епископа Петергофского Серафима, ректора Санкт-Петербургской Духовной Академии (1 сентября 2018) — «во внимание к усердным трудам и в связи с 10-летием преподавательской деятельности»
- благодарственная грамота епископа Петергофского Серафима, ректора Санкт-Петербургской Духовной Академии (28 декабря 2018) — «во внимание к усердным трудам на благо Санкт-Петербургской Духовной Академии в качестве редактора „Вестника Исторического общества Санкт-Петербургской Духовной Академии“»
- почётный знак святой Татианы «Наставник молодёжи» (25 января 2019) — «за многолетнюю просветительскую и социальную деятельность»
- удостоен Юбилейной медали Русской Православной Церкви «50 лет автономии Японской Православной Церкви. 1970—2020» (1 сентября 2020)
- медаль апостола Петра (29 января 2023) — «во внимание к усердным трудам и в связи с юбилейной датой со дня рождения»[4]

## Публикации
- Церковно-историческое наследие профессора СПбДА И. И. Соколова (1865—1939) // Христианское чтение. 2005. — № 25. — С. 184—203.
- Празднование иконы Божией Матери «Знамение-Царскосельская» и окончание юбилейных торжеств в Санкт-Петербургской Духовной Академии // Христианское чтение. 2006. — № 27. — С. 78-99.
- История взаимоотношений Санкт-Петербургской и Казанской духовных академий в конце XIX — начале XX вв. // Православный Собеседник. Альманах Казанской духовной семинарии. 2009. — № 1 (18). — С. 169—180.
- Везде, кроме Атлантиды // Вода Живая. Санкт-Петербургский церковный вестник. 2009. — № 10 (117). — С. 22-24.
- Митрополит Платон (Левшин) и его отношения с Императорским домом // Платоновские чтения, 1 декабря 2008: сб. матер. — М.: Перервинская духовная семинария, 2009. — С. 13-31.
- Коллизия церковной власти и богословской науки в конце XIX — начале XX вв. // Православный собеседник. Альманах Казанской духовной семинарии. 2010. — № 2 (20). — С. 139—153.
- Подвижник веры и науки. Деятельность последнего ректора дореволюционной Санкт-Петербургской духовной академии епископа Анастасия (Александрова) (1913—1918 гг.) // НЕвский БОгослов. — СПб.: СПбПДА, 2010. — № 4. — С. 10-15.
- Изучение творчества митрополита Платона (Левшина) в Санкт-Петербургской духовной академии (по материалам ОР РНБ) // Платоновские чтения, 1 декабря 2010: сб. матер. Кн. 7. — М.: Перервинская православная духовная семинария, 2011. — С. 14-23.
- Алексей Николаевич Котович — исследователь духовной цензуры России // Православный собеседник. Материалы IX ежегодной научно-практической конференции «Богословие и светские науки: традиционные и новые взаимосвязи». Казань. Казанская духовная семинария, 5-6 ноября 2010 г. — Вып. 1 (21). — Казань, 2011. — С. 46-58.
- Периодические издания Санкт-Петербургской духовной академии (1821—1917): к 190-летию журнала «Христианское чтение» // Христианское чтение. 2011. — № 6 (41). — С. 41-89.
- Вклад Санкт-Петербургской духовной академии в изучение истории духовного просвещения в России в XVII в. // Религиозное образование в России и Европе в XVII в. — СПб.: Изд-во Русской христианской гуманитарной академии, 2011. — С. 159—176.
- Преобразования в сфере духовной цензуры в эпоху императора Александра II // Исторические документы и актуальные проблемы археографии отечественной и всеобщей истории нового и новейшего времени. Сборник тезисов докладов участников Второй международной конференции молодых ученых и специалистов «Clio-2012» / Отв. ред. — С. А. Котов. — М.: Российская политическая энциклопедия (РОССПЭН), 2012. — С. 86-90.
- Санкт-Петербургская Духовная Академия в годы обучения святителя Николая Японского // Духовное наследие равноапостольного Николая Японского: К столетию со дня преставления. Сборник трудов научной конференции / Николо-Угрешская православная духовная семинария; Институт стран Азии и Африки при МГУ имени М. В. Ломоносова. — М.: ООО «Издательство ПЕНАТЫ», 2012. — С. 129—145.
- Прошлое и настоящее церковных архивохранилищ. Рец. на: Старостин Е. В. Архивы Русской Православной Церкви: (Χ-XX вв.): Учебное пособие. М.: РГГУ, 2001. 255 с. // Христианское чтение. 2012. — № 3. — С. 187—191.
- Русская Церковь в Отечественной войне 1812 г. по материалам церковной периодической печати за 1912—1913 гг. // Церковь и общество в России на переломных этапах истории: сборник тезисов Всероссийской научной исторической конференции Московской Духовной Академии. — Сергиев Посад, 2012. — С. 184—188.
- Периодические издания Санкт-Петербургской духовной академии (1821—1917): к 190-летию журнала «Христианское чтение» // Христианское чтение. 2012. — № 4. — С. 24-83.
- Материалы фонда Санкт-Петербургского духовно-цензурного комитета (РГИА. Ф.807) как источник по истории духовной цензуры в XIX в. // Лаборатория история: Источник и метод: Тезисы научной конференции, Москва, 21-22 ноября 2012 г. / Отв. ред. А. О. Чубарьян. — М.: ИВИ РАН, 2012. — С. 49-52.
- Митрополит Платон (Левшин) и его отношения с Императорским домом // Иди, и ты твори такожде… К 200-летию со дня блаженной кончины митрополита Московского и Калужского Платона (Левшина, †1812). Сборник опубликованных статей Платоновских чтений 2004—2012. — М.: ПДС, 2012. — С. 72-90.
- Изучение творчества митрополита Платона (Левшина) в Санкт-Петербургской духовной академии (по материалам ОР РНБ) // «Иди, и ты твори такожде…» К 200-летию со дня блаженной кончины митрополита Московского и Калужского Платона (Левшина, †1812). Сборник опубликованных статей Платоновских чтений 2004—2012. — М.: ПДС, 2012. — С. 254—263.
- Церковная периодика за 1912—1913 гг. как источник по истории Русской Православной Церкви в период Отечественной войны 1812 г. // 1812 год в судьбах России и Европы: сборник трудов международной научной конференции / 1812 in the fates of Russia and Europe: The collected papers of the International Conference. — СПб.: «Скифия-Принт», 2012. — С. 201—206.
- Духовная цензура в Российской Империи в середине XIX века (на примере деятельности Санкт-Петербургского Духовного цензурного комитета) // Труды Перервинской Православной духовной семинарии. 2012. — № 6 (3). — С. 46-74.
- Патриотическая деятельность Петроградской духовной академии в годы I Мировой войны // Казанский собор — храм и памятник российской воинской славы: сборник материалов городской научно-практической конференции «Казанский собор — храм и памятник российской воинской славы» к 200-летию кафедрального собора Казанской иконы Божией Матери, под редакцией профессора М. В. Шкаровского. — СПб.: ООО «Галерея», 2012. — С. 106—113.
- Учение о Церкви в системе догматического богословия профессора СПбДА Александра Львовича Катанского // Ежегодная богословская конференция Православного Свято-Тихоновского гуманитарного университета. 2012. — № 22. — С. 341—346.
- Священноархимандрит Свято-Троицкой Александро-Невской лавры митрополит Антоний (Вадковский) (1898—1912 гг.). К 300-летию Свято-Троицкой Александро-Невской лавры (1713—2013) и 100-летию со дня кончины митрополита Антония (Вадковского) (1846—1912) // История Петербурга. 2013. — № 1 (68). — С. 74-84.
- Духовая цензура церковно-исторических сочинений в середине XIX в. (по материалам фонда Санкт-Петербургского духовного цензурного комитета) // Исторические документы и актуальные проблемы археографии, источниковедения, отечественной и всеобщей истории нового и новейшего времени. Сборник тезисов докладов участников Третьей Международной конференции молодых ученых и специалистов «Clio-2013» / [от. ред. — С. А. Кротов]. — М.: Российская политическая энциклопедия (РОССПЭН), 2013. — С. 173—176.
- Академик П. П. Пекарский и духовная цензура // Актуальные проблемы современных социальных и гуманитарных наук: материалы третьей междунар. науч.-практ. конф. (26-28 апреля 2013 г.): в 4 ч. — Ч. 2: История и музейное дело; политология. История и теория государства и права; социология и социальная работа; экономические науки; социально-экономическая география; региональное и муниципальное управление; сервис и туризм / научн. ред. К. В. Патырбаева, А. В. Попов, Е. Ю. Мазур; Перм. гос. нац. исследов. Ун-т. — Пермь, 2013. — С. 20-24.
- Празднование 1600-летия Миланского эдикта в 1913 г. // Истина и диалог. Сборник материалов XIII Свято-Троицких ежегодных международных академических чтений в Санкт-Петербурге. 28 мая — 1 июня 2013 г. — СПб.: РХГА, 2013. — С. 171—178.
- Летопись скорбных дней… Отзыв на: Богословский М. М. Дневники (1913—1919): Из собрания Государственного исторического музея / Ответственный редактор С. О. Шмидт; вступ. статья С. О. Шмидта; публ. и коммент., биогр. справка Е. В. Неберекутиной и Т. В. Сафроновой. — М.: Время, 2011. — 800 с., ил. — («Диалог»). Тираж — 2000 экз. // Христианское чтение. 2013. — № 1. — С. 231—237.
- Героическое служение русского православного духовенства в период Отечественной войны 1812 г. (по материалам церковной периодической печати за 1912—1913 гг.) // 200-летие победы России в Отечественной войне 1812 года: новые подходы к изучению и преподаванию социально-гуманитарных наук и преодолению фальсификаций отечественной истории. Материалы международной конференции 27-29 ноября 2012 г. / Отв. ред. А. В. Солдатов. — СПб., 2013. — С. 102—113.
- Каринский Михаил Иванович // Православная энциклопедия. — М., 2013. — Т. XXXI : Каракалла — Катехизация. — С. 105—110. — 33 000 экз. — ISBN 978-5-89572-031-8. (соавтор: Берташ А., свящ.)
- Катанский Александр Львович // Православная энциклопедия. — М., 2013. — Т. XXXI : Каракалла — Катехизация. — С. 677—684. — 33 000 экз. — ISBN 978-5-89572-031-8. (соавтор: Берташ А., свящ.)
- Муж совета и разума (Преподавательская и научно-исследовательская деятельность профессора СПбДА по кафедре литургики и церковной археологии В. И. Долоцкого) // НЕвский БОгослов. 2013. — № 2 (10). — С. 54-59.
- Александро-Невская Лавра — центр ученого монашества в начале XX в. // Сборник материалов конференции «300 лет Свято-Троицкой Александро-Невской Лавры» / под ред. М. В. Шкаровского. — СПб.: ООО «Типография „НП-Принт“», 2013. — С. 218—228.
- Материалы фонда Санкт-Петербургского духовно-цензурного комитета (РГИА. Ф. 807) как исторический источник по истории духовной цензуры в XIX в. // Электронный научно-образовательный журнал «История». — М., 2013. Выпуск 5 (21) [Электронный ресурс]. Доступ для зарегистрированных пользователей. URL:http://mes.igh.ru/s207987840000574-0-1.
- Празднование 100-летия со дня кончины митрополита Платона (Левшина) в 1912 г. (по материалам церковно-периодической печати) // Платоновские чтения, 1 декабря 2012: сб. матер. — М.: Перервинская духовная семинария, 2013. — С. 34-39.
- «Начальник благостный, великодушный, деликатный, добрый-предобрый…» К 100-летию со дня кончины митрополита Санкт-Петербургского и Ладожского Антония (Вадковского) // Православный Собеседник. Альманах Казанской духовной семинарии. 2013. — № 2 (23). — С. 71-80.
- К вопросу о важности и необходимости духовной цензуры в Русской Православной Церкви в Синодальный период // Церковь, государство и общество в истории России и православных стран: религия, наука и образование. Материалы V Международной научной конференции, посвященной памяти православных просветителей святых равноапостольных Кирилла и Мефодия. 23-24 мая 2013 года, г. Владимир. Т. 6. Владимир, ВлГУ, 2013. — С. 334—338.
- Духовная цензура. Основные вехи из истории духовно-цензурных комитетов в синодальный период // Православное книжное обозрение. 2014. Январь, № 1 (36). — С. 42-51.
- Religious Censorship in the Russian Empire the 1860th. // Proceedings of the 1st International Conference on History and Political Sciences. «East-West» Association for Advanced Studies and Higher Education GmbH Vienna. 2014. — P. 45-50.
- Строгий цензор. Святитель Филарет Московский и вопрос о реформе духовной цензуры в 1862 году // Православное книжное обозрение. 2014. — Февраль, № 2 (37). — С. 64-72.
- Духовная цензура и русское общество в период правления императора Александра II // Коломенские чтения — 2013: Сб. статей / Под ред. Е. И. Жерихиной. — СПб.: Лики России, 2014. — С. 79-86.
- Попытка реформы. Митрополит Макарий (Булгаков) как духовный цензор и председатель Комиссии 1870 года по реформе духовной цензуре // Православное книжное обозрение. 2014. — Март, № 3 (38). — С. 46-53.
- История кафедры гомилетики Санкт-Петербургской духовной академии // Христианское чтение. 2014. — № 2-3. — С. 156—206.
- Конференция «История военного и морского духовенства в Российской империи в конце XIX — начале XX вв.» в Санкт-Петербургской Православной духовной академии // Христианское чтение. 2014. — № 2-3. — С. 258—262.
- К вопросу об учреждении в Императорской Санкт-Петербургской духовной академии кафедры «Церковное Живое Слово и Чтение» // Христианское чтение. 2014. — № 4. — С. 156—170.
- Высший орган Духовной цензуры // Православное книжное обозрение. 2014. — Апрель, № 4 (39). — С. 54-60.
- Миссионер и цензор // Православное книжное обозрение. 2014. — Август, № 7-8 (42). — С. 28-35.
- Служба и жизнь. Повседневная жизнь цензоров Санкт-Петербургского духовно-цензурного комитета в середине XIX века // Православное книжное обозрение. 2014. — Сентябрь, № 9 (43). — С. 38-47.
- Святитель Иннокентий (Вениаминов) как основатель Православного Миссионерского общества в Москве // Сборник докладов научно-практической конференции «Святители Московской Руси», 17-18 октября 2014 года. — СПб.: «Печатня Лавры», 2014. — С. 25-42.
- Изучение истории Киевской митрополии в Санкт-Петербургской духовной академии в конце XIX — начале XX в. // Труды Киевской Духовной Академии. 2014. — № 21. — С. 167—178.
- К вопросу о пастырском служении православных священнослужителей в годы Первой мировой войны среди русских военнопленных на территории Германии и Австро-Венгрии // Церковь и война: роль конфессий в защите отечества (К 70-летию освобождения территории Ленинградской области от вражеской оккупации в 1944 году). 25-26 сентября 2014 г. Материалы международной научной конференции. — СПб.: Свое издательство, 2014. — С. 133—143.
- Катанский Александр Львович // Энциклопедическая практика: материалы и исследования. Сборник научных статей и документов. Энциклопедический отдел Института филологических исследований Санкт-Петербургского государственного университета. — СПб., 2014. — С. 63-81. (соавтор: А. В. Берташ)
- Военное духовенство на полях сражений // Коломенские чтения — 2014: Сб. статей / Под ред. Е. И. Жерихиной. — СПб.: Лики России, 2015. — С. 99-100.
- Церковно-историческая школа Санкт-Петербургской духовной академии (вторая половина XIX — начало XX веков) // Вестник Оренбургской духовной семинарии. — Оренбург, 2015. — Вып. 2 (4) — С. 280—293.
- Духовная цензура в России во второй половине XIX в. (по материалам фонда Санкт-Петербургского духовного цензурного комитета) // Христианское чтение. 2015. — № 2. — С. 210—251.
- История Санкт-Петербургских Духовных школ в XVIII—XIX веках // Санкт-Петербургские Духовные школы в XX—XXI вв.: т. 1. — СПб.: Изд-во Санкт-Петербургской Православной Духовной Академии, 2015. — С. 9-103. (соавторы: Шкаровский М. В., Берташ А., свящ.)
- Петроградская Духовная академия // Санкт-Петербургские Духовные школы в XX—XXI вв.: т. 1. — СПб.: Изд-во Санкт-Петербургской Православной Духовной Академии, 2015. — С. 109—155. (соавторы: Шкаровский М. В., Берташ А., свящ.)
- Кафедра русской церковной истории в Санкт-Петербургской духовной академии на рубеже XIX—XX вв. // Христианское чтение. 2015. — № 5. — С. 175—218.
- Наследник Крестителя Руси // НЕвский БОгослов. — № 18. 2015. — С. 28-33.
- Служение профессора Санкт-Петербургской духовной академии Евгения Петровича Аквилонова на посту протопресвитера военного и морского духовенства // Сборник материалов церковно-исторической конференции «История военного и морского духовенства в Российской империи в конце XIX— начале XX вв.» / Под ред. Д. А. Карпука. — СПб., 2015. — С. 138—168.
- Деятельность Св. Синода по организации пастырского служения среди русских военнопленных в годы Первой мировой войны // Христианское чтение. 2015. — № 6. — С. 188—201.
- Выборы в Русской Православной Церкви // Кащенко С. Г., Пучнин А. С., Даудов А. Х. и др. История выборов в Санкт-Петербурге (конец XVII — начало XXI в.). Сборник документов и материалов. Т. I. Девятнадцатый век / С. Г. Кащенко, А. Х. Даудов, Н. Г. Зарембо, Е. — С. Кащенко, Н. В. Кондратенко, Н. Г. Рогулин, Д. А. Карпук; под ред. — С. Г. Кащенко. — СПб.: Информационно-издательский центр ОАО «Петроцентр», 2015. — С. 441—442.
- Русское монашество по кандидатским диссертациям Санкт-Петербургской духовной академии // Филаретовский альманах. 2015. — № 11. — С. 138—164.
- Лепорский Петр Иванович // Православная энциклопедия. — М., 2015. — Т. XL : Лангтон — Ливан. — С. 578—582. — 33 000 экз. — ISBN 978-5-89572-033-2. (соавтор: Бохонский Д. О.)
- Митрополит Московский Платон (Левшин) и духовная цензура на рубеже XVIII—XIX вв. // Платоновские чтения, 1 декабря 2014: сб. матер. — М.: Перервинская духовная семинария, 2015. — С. 23-32.
- Проповедь как искусство слова: XIX век // Коломенские чтения — 2015: Сб. статей / Под ред. Е. И. Жерихиной. — СПб.: Лики России, 2016. — С. 66-85.
- «В современных учебных заведениях им зажжена лампада знания перед алтарем Вечной Истины». Документы по истории развития богословской науки в Ленинградской Духовной Академии в первые годы ее существования (вступ. статья, публ. и примеч. Д. А. Карпука) // Христианское чтение. 2016. — № 4. — С. 110—156.
- Митрополит Макарий (Булгаков) и духовная цензура в XIX столетии // Христианское чтение. 2016. — № 4. — С. 341—364.
- «Я признаю состояние Санкт-Петербургской Духовной Академии вообще очень удовлетворительным во всех отношениях». Отчет архиепископа Макария (Булгакова) о ревизии Санкт-Петербургской Духовной Академии в 1875 г. (вступ. статья, публ. и примеч. Д. А. Карпука) // Христианское чтение. 2016. — № 4. — С. 365—410.
- Наставники и студенты Санкт-Петербургских духовных академии и семинарии на полях сражений в годы Первой мировой войны // Сборник материалов. IIIМеждународная конференция «Церковь и война: цена победы — взгляд поколений». — СПб., 2016. — С. 130—136.
- Педагогическая и научно-исследовательская деятельность профессора А. И. Иванова в Ленинградских духовных академии и семинарии (К 40-летию со дня кончины) // Христианское чтение. 2016. — № 5. — С. 223—244.
- Макарий (Булгаков) // Православная энциклопедия. — М., 2016. — Т. XLII : Львовский собор — Максим, блаженный, Московский. — С. 487—500. — 30 000 экз. — ISBN 978-5-89572-047-9.
- Особенности миссионерского служения архиепископа Нила (Исаковича) в Иркутской епархии (1838—1853) // Бюллетень Центра этнорелигиозных исследований. 2016. — № 4 (4). — СПб., 2016. — С. 72-98.
- Богословская наука в Санкт-Петербургской Духовной Академии (к 295-летию со дня основания и 70-летию со дня возрождения) // Христианское чтение. 2016. — № 6. — С. 10-30.
- Значение и история визита Антиохийского патриарха Григория IV в Россию в 1913 году // Православный Палестинский сборник. Выпуск 112. М.: Индрик, 2016. — С. 147—154.
- Премии имени митрополита Макария (Булгакова): история учреждения и первые лауреаты // Труды Киевской Духовной Академии. 2016. — № 25. — С. 169—177.
- Выпускники Аларчинской гимназии в архиерейском сане: митрополит Антоний (Храповицкий) и священномученик Стефан (Бех) // Коломенские чтения — 2016: Сб. статей / Под ред. Е. И. Жерихиной. — СПб.: Лики России, 2017. — С. 88-102.
- Деятельность обществ хоругвеносцев в Российской империи в начала XX в. (На примере Общества хоругвеносцев при Путиловской церкви в Санкт-Петербурге) // Бюллетень Центра этнорелигиозных исследований Санкт-Петербург. 2017. — № 1 (5). — С. 96-114.
- Деятельность Святейшего Синода как высшего органа духовной цензуры в Российской империи // Сборники Президентской библиотеки / Президент. б-ка. — СПб.: Президентская библиотека, 2017. — Серия «Электронный архив». — Вып. 1: Святейший Синода в истории российской государственности: сборник материалов Всероссийской научной конференции с международным участием / [научн. ред.: С. Л. Фирсов, д-р ист. наук, проф., С.-Петерб. гос. ун-т; П. В. Федоров, д-р ист. наук, проф., Президент. б-ка]. — 2017. — 739 с. — С. 351—357.
- Семя Церкви // НЕвский БОгослов. 2017. — № 21. — С. 4-7.
- «Зрелый плод научных изысканий». Научно-исследовательская и педагогическая деятельность архимандрита Феодосия (Короткова) в Ленинградских духовных академии и семинарии // Феодосий (Коротков), архим. Первоначальный общежительный Устав русских монастырей (дисциплинарная часть Алексеевского Студийского Устава по рукописи Синодального собрания ГИМ № 330/380, XII в.). — М.: Абрис, 2017. — 688 с. — С. 5-28.
- Митрополит Макарий (Булгаков) и деятельность Комитета по преобразованию судебной части в духовном ведомстве // Актуальные вопросы современного богословия и церковной науки. Материалы VIII международной научно-богословской конференции, посвященной 70-летию возрождения Санкт-Петербургской Духовной Академии 16-17 ноября 2016 года. — СПб.: Изд-во СПбПДА, 2017. Ч. 2: Русская религиозная философия. История Церкви. Музыкальное искусство. — С. 87-107. (1 а. л.)
- Научно-исследовательская и педагогическая деятельность Н. М. Малахова. Период 1911—1918 гг. // Труды кафедры богословия Санкт-Петербургской Духовной Академии. — СПб.: Изд-во СПбПДА, 2017. — № 1. — С. 8-17.
- Материальное положение профессоров духовных академий во второй половине XIX — начале XX вв. (на примере Санкт-Петербургской духовной академии) // Церковная наука в начале третьего тысячелетия: актуальные проблемы и перспективы развития. Материалы Международной научной конференции, Минск, 2 ноября 2016 г. — Мн., 2017. — С. 193—199.
- Кандидаты богословия Санкт-Петербургской духовной академии 1880—1900-х гг. в сонме новомучеников и исповедников Церкви Русской // Материалы церковно-научной конференции «100-летие начала эпохи гонений на Русскую Православную Церковь». — М.: Издательство Московской Патриархии Русской Православной Церкви, 2018. — 160 с. — С. 31-53.
- «Святая академия», или Несколько слов в качестве предисловия // Вестник Исторического общества Санкт-Петербургской Духовной Академии. 2018. — № 1. — С. 8-12.
- Кандидатские диссертации выпускников Санкт-Петербургской Духовной Академии, причисленных Русской Православной Церковью к лику новомучеников и исповедников // Вестник Исторического общества Санкт-Петербургской Духовной Академии. 2018. — № 1. — С. 75-93.
- «Академия идет вглубь веков и черпает свои живительные силы в богословской науке древне-вселенской Церкви, с которою сохраняет постоянную и неразрывную связь» (из неопубликованного Отчета о состоянии Петроградской духовной академии за 1917 г.) (Вступ. статья, публ. и примеч. Д. А. Карпук, К. Бабак) // Вестник Исторического общества Санкт-Петербургской Духовной Академии. 2018. — № 1. — С. 113—132.
- «Все в руках благого Промысла Божьего и Совета Академии». Заслуженному профессору протоиерею Иоанну Белёвцеву 90 лет // Вестник Исторического общества Санкт-Петербургской Духовной Академии. 2018. — № 1. — С. 133—144.
- Церковь и революция: опыт демократии // Коломенские чтения 2017: Сб. статей / Под ред. Е. И. Жерихиной. — СПб.: Лики России, 2018. — С. 63-74.
- «Категорически отказываюсь принять докторскую степень», или Несколько слов в качестве предисловия // Вестник Исторического общества Санкт-Петербургской Духовной Академии. 2018. — № 2 (2). — С. 8-12.
- История взаимоотношений святителя Николая Японского с Санкт-Петербургскими митрополитами (1860—1912 гг.) // Вестник Исторического общества Санкт-Петербургской Духовной Академии. 2018. — № 2 (2). — С. 130—138.
- «Труды митрополита Никодима отличаются разнообразием содержания и глубиной богословской мысли». Отзывы заслуженного профессора протоиерея Михаила Сперанского и профессора Н. Д. Успенского на пятитомный «Сборник сочинений» митрополита Никодима (Ротова) (Вступ. статья, примеч. и публ. Д. А. Карпук, И. А. Колонтаев) // Вестник Исторического общества Санкт-Петербургской Духовной Академии. 2018. — № 2 (2). — С. 165—188.
- «Всероссийский церковно-общественный вестник» до и во время Поместного Собора: к вопросу о роли и значении официальной церковной периодики в 1917 г. // Всероссийский Собор 1917—1918 гг. и современность: Материалы научной конференции / Сост. архим. Симеон (Толмачинский). Курск: Курская православная духовная семинария, 2018. — С. 17-57.
- Императорская Петроградская духовная академия (ныне — Санкт-Петербургская духовная академия) // Вузы Петрограда в годы Первой мировой войны. — СПб.: Издательско-полиграфический центр СПбПУ, 2018. — С. 142—149.
- Несуразности духовной цензуры // Коломенские чтения — 2018: сб. статей / под ред. Е. И. Жерихиной. — СПб.: ООО «Политехника-Сервис», 2019. — С. 44-53.
- Русская Церковь и «рабочий вопрос» на рубеже XIX—XX веков. На примере деятельности причта церкви святителя Николая Чудотворца и мученицы Александры при Путиловском заводе // Альманах «Линтула». Кн. XI. Ч. 2. — СПб.: КультИнформПресс, Константино-Еленинский монастырь, 2019. — С. 247—261.
- Обстоятельства присуждения ученой степени доктора церковной истории архиепископу Димитрию (Самбикину) // Труды Воронежской духовной семинарии. 2018. — № 10. — С. 149—161.
- Что есть каноническое право? Или несколько слов в качестве предисловия // Вестник Исторического общества Санкт-Петербургской Духовной Академии. 2019. — № 1 (3). — С. 8-14.
- «Стражи академического святилища». Петроградская Духовная Академия в 1918 году // Вестник Исторического общества Санкт-Петербургской Духовной Академии. 2019. — № 1 (3). — С. 121—136.
- «Нравственная поддержка для скромных тружеников» // Вестник Исторического общества Санкт-Петербургской Духовной Академии. 2019. — № 1 (3). — С. 248—252.
- К юбилею заслуженного профессора протоиерея Богдана Сойко // Вестник Исторического общества Санкт-Петербургской Духовной Академии. 2019. — № 1 (3). — С. 317—334.
- К юбилею заслуженного профессора протоиерея Василия Стойкова // Вестник Исторического общества Санкт-Петербургской Духовной Академии. 2019. — № 1 (3). — С. 342—347.
- Протоиерей Сергий Вячеславович Мухин (1 ноября 1967 — 28 декабря 2017) (Некролог) // Вестник Исторического общества Санкт-Петербургской Духовной Академии. 2019. — № 1 (3). — С. 374—375.
- Протоиерей Сергий Овсянников (14 августа 1952 — 7 января 2018) (Некролог) // Вестник Исторического общества Санкт-Петербургской Духовной Академии. 2019. — № 1 (3). — С. 376—381.
- Даниил Николаевич Чукарин (31 марта 1984 — 19 августа 2018) (Некролог) // Вестник Исторического общества Санкт-Петербургской Духовной Академии. 2019. — № 1 (3). — С. 385—392.
- Архимандрит Тихон (Секретарев) (24 января 1995 — 12 сентября 2018) (Некролог) // Вестник Исторического общества Санкт-Петербургской Духовной Академии. 2019. — № 1 (3). — С. 393—396.
- Взаимоотношения православных и католиков на территории современной Республики Беларусь в 1905—1907 гг. (по материалам годовых отчетов архиереев Русской Православной Церкви) // Митрополит Иосиф (Семашко; 1798—1868): личность, эпоха, исторический путь Православия на белорусских землях. Материалы международной научно-практической конференции. Минск, 24-26 октября 2018 г. — Мн., 2019. — С. 284—288.
- А была ли Академия? Или несколько слов в качестве предисловия // Вестник Исторического общества Санкт-Петербургской Духовной Академии. 2020. — № 1 (4). — С. 10-14.
- Научно-исследовательская и преподавательская деятельность доцента Санкт-Петербургской духовной академии по кафедре церковного права В. Г. Соломина (1881—1918) // Вестник Исторического общества Санкт-Петербургской Духовной Академии. 2020. — № 1 (4). — С. 144—167.
- «Я стал работать в области, в научной литературе совсем нетронутой». Автобиография профессора Санкт-Петербургской духовной академии П. С. Смирнова (1861 — после 1927) // Вестник Исторического общества Санкт-Петербургской Духовной Академии. 2020. — № 1 (4). — С. 273—295.
- «Возглавил руководство восстановлением церквей, используемых немецкими оккупантами для антисоветской пропаганды» // Вестник Исторического общества Санкт-Петербургской Духовной Академии. 2020. — № 1 (4). — С. 302—307.
- Отчет о деятельности Исторического общества Санкт-Петербургской Духовной Академии в 2018—2019 учебном году // Вестник Исторического общества Санкт-Петербургской Духовной Академии. 2020. — № 1 (4). — С. 379—381.
- К юбилею заслуженного профессора протоиерея Владимира Сорокина // Вестник Исторического общества Санкт-Петербургской Духовной Академии. 2020. — № 1 (4). — С. 382—393. (соавтор: иером. Лука (Пронских))
- Церковно-историческая наука в эпоху коронавируса, или Несколько слов в качестве предисловия // Вестник Исторического общества Санкт-Петербургской Духовной Академии. 2020. — № 2 (5). — С. 8-13.
- Церковно-административная деятельность митрополита Сергия (Тихомирова) в период ректорства в Санкт-Петербургской духовной академии (1905—1908 гг.) // Вестник Исторического общества Санкт-Петербургской Духовной Академии. 2020. — № 2 (5). — С. 209—224.
- Отчет о деятельности Исторического общества Санкт-Петербургской Духовной Академии в 2019—2020 учебном году // Вестник Исторического общества Санкт-Петербургской Духовной Академии. 2020. — № 2 (5). — С. 301—326.
- Научно-исследовательская и педагогическая деятельность архимандрита Кирилла (Начиса) в Ленинградских духовных академии и семинарии (К 100-летию со дня рождения) // Христианское чтение. 2020. — № 4. — С. 171—183.
- Обстоятельства цензуры и издания «Опыта апологетического изложения православно-христианского вероучения» протоиерея Павла Светлова // Труды кафедры богословия Санкт-Петербургской духовной академии. 2020. — № 3 (7). — С. 17-36.
- Ленинградские духовные школы в годы обучения протоиерея Александра Меня (1959—1963 гг.) // Меневские чтения. Научная конференция. Юбилейный сборник. К 85-летию со дня рождения и к 30-летию со дня убиения протоиерея Александра Меня. — Сергиев Посад, 2020. — С. 216—247.
- Материальное положение научно-богословских журналов духовных академий в начале XX столетия // Вестник Исторического общества Санкт-Петербургской Духовной Академии. — 2021. — № 1 (6). — С. 308—324.
- Обстоятельства созыва Миссионерского съезда в Иркутске в 1910 г. и рассмотрение на нем вопросов о российских заграничных духовных миссиях // Вестник Исторического общества Санкт-Петербургской Духовной Академии. — 2021. — № 2 (7). — С. 38-47.
- Издательский совет при Святейшем Синоде: обстоятельства учреждения и основные направления деятельности // Вестник Исторического общества Санкт-Петербургской Духовной Академии. — 2021. — № 3 (8). — С. 214—221.
- Санкт-Петербургская Духовная Академия // Православная энциклопедия. — М., 2021. — Т. LXI : Саватий — Сведенборг. — С. 360-387. — 39 000 экз. — ISBN 978-5-89572-068-4. (соавтор: А. Берташ)
- «Учитесь, работайте, но старайтесь, чтобы проповедь была не по тетрадке». Студенты Санкт-Петербургской Духовной Академии во второй половине XIX — начале XX в. // Духовно-нравственное воспитание. — 2022. — № 3. — С. 70-80.
- «Для меня аудитория была священным храмом, а профессорская кафедра — святейшим алтарем». Научно-исследовательская деятельность профессоров Санкт-Петербургской духовной академии во второй половине XIX — начале XX вв. // Духовно-нравственное воспитание. — 2022. — № 3. — С. 60-69.

- Архиепископ Нил (Исакович) (1799—1874): геолог, минералог, палеонтолог и богослов. — Санкт-Петербург : Изд-во СПбПДА, 2015. — 150 с. — (Академия для всех). — ISBN 978-5-906627-16-2. — 1500 экз.
- Николо-Богоявленский Морской собор : история и люди. — Санкт-Петербург : Николо-Богоявленский морской собор, 2018. — 271 с. — ISBN 978-5-905942-74-7.
- Николо-Богоявленский морской собор : [к 80-летию настоятеля Николо-Богоявленского морского собора протоиерея Богдана Сойко]. — Санкт-Петербург : НП-Принт, 2018. — 153 c. — ISBN 978-5-6041298-5-2. — 1000 экз.
- Путиловская церковь святителя Николая Чудотворца и мученицы царицы Александры: история, традиции, современность. — Н. Новгород: Союзполиграф, 2020. — 604 с.